# تل دیدگان
تل دیدگان مربوط به سده‌های میانه دوران‌های تاریخی پس از اسلام است و در شهرستان فسا، بخش شیبکوه، دهستان فدشکویه، روستای سنان، دامنه جنوبی کوه، حاشیه رودخانه تنگ خمار واقع شده و این اثر در تاریخ ۲۶ اسفند ۱۳۸۶ با شمارهٔ ثبت ۲۱۸۶۵ به‌عنوان یکی از آثار ملی ایران به ثبت رسیده است.